# Чорнобаївка (Херсонський район)
Чорноба́ївка (до 1923 р. — Хутори Чорнобаєві, Хутори Степанові, Хутори Гусакові)[джерело?] — село в Україні, центр Чорнобаївської сільської громади Херсонського району Херсонської області.
В Чорнобаївці значна частка населення задіяна в сільськогосподарській діяльності (ПОК «Зоря»). Населення становить 9275 осіб (станом на 2001 рік). Село розташоване в центрі Херсонського району, за 10 кілометри від районного і обласного центру.

## Географія
Село Чорнобаївка розташоване на півдні України, в межах степової зони на Причорноморській низовині Східно-Європейської рівнини. Населений пункт знаходиться за 10 км від обласного центру, фізична відстань до Києва — 414 км. На північній околиці села — залізнична станція Чорнобаївка на лінії Херсон — Миколаїв.
До міста можна доїхати маршрутним таксі № 101.

### Клімат
| Клімат Чорнобаївки      | Клімат Чорнобаївки | Клімат Чорнобаївки | Клімат Чорнобаївки | Клімат Чорнобаївки | Клімат Чорнобаївки | Клімат Чорнобаївки | Клімат Чорнобаївки | Клімат Чорнобаївки | Клімат Чорнобаївки | Клімат Чорнобаївки | Клімат Чорнобаївки | Клімат Чорнобаївки | Клімат Чорнобаївки |
| Показник                | Січ.               | Лют.               | Бер.               | Квіт.              | Трав.              | Черв.              | Лип.               | Серп.              | Вер.               | Жовт.              | Лист.              | Груд.              | Рік                |
| Середній максимум, °C   | 0,3                | 1,4                | 5,7                | 14,4               | 21,0               | 25,6               | 28,1               | 27,6               | 22,3               | 14,9               | 7,7                | 3,4                | 14,8               |
| Середня температура, °C | −2,7               | −1,7               | 2,1                | 9,8                | 15,9               | 20,3               | 22,6               | 22,0               | 16,9               | 10,3               | 4,5                | 0,6                | 10,1               |
| Середній мінімум, °C    | −5,7               | −4,8               | −1,5               | 5,2                | 10,9               | 15,0               | 17,1               | 16,4               | 11,5               | 5,8                | 1,3                | −2,1               | 5,8                |
| Норма опадів, мм        | 32                 | 30                 | 26                 | 32                 | 40                 | 47                 | 51                 | 36                 | 41                 | 28                 | 35                 | 37                 | 385                |
| ----------------------- | ------------------ | ------------------ | ------------------ | ------------------ | ------------------ | ------------------ | ------------------ | ------------------ | ------------------ | ------------------ | ------------------ | ------------------ | ------------------ |
| Джерело:                |                    |                    |                    |                    |                    |                    |                    |                    |                    |                    |                    |                    |                    |

## Населення
Перші відомості про кількість населення з'явилися на початку 1840-х років і не у вигляді числа душ, а у вигляді окремих господарств, яких зареєстровано було 490. Припускаючи чисельний склад по 6 душ на сім'ю — буде близько 3000 душ населення. При нарізці ділянок у 1850-х роках, число родин зросло до 652, та крім того було близько 500 жителів, які не ведуть господарства, таким чином, припускаючи той же чисельний склад сім'ї — число жителів у 1850-х роках складалося приблизно з 4500 осіб.
Станом на 1989 рік у селі проживали 8939 осіб, серед них — 4273 чоловіки і 4666 жінок.
За даними перепису населення 2001 року у селі проживали 9275 осіб. Рідною мовою назвали:
| Мова       | Кількість осіб | Відсоток |
| ---------- | -------------- | -------- |
| українська | 8505           | 91,70 %  |
| російська  | 680            | 7,33 %   |
| білоруська | 35             | 0,38 %   |
| молдовська | 21             | 0,23 %   |
| вірменська | 7              | 0,08 %   |
| циганська  | 5              | 0,05 %   |
| польська   | 2              | 0,02 %   |
| болгарська | 1              | 0,01 %   |
| інші       | 19             | 0,20 %   |

## Історія

### Заснування та перші поселення
Наразі важко простежити, коли на території села було засноване перше поселення. Втім існують неспростовні докази того, що вже на початку V століття тут жили готи. Зокрема, про це розповідає історик та співробітник Херсонського краєзнавчого музею Сергій Дяченко: «У 2008 р. до краєзнавчого музею подзвонила одна з родин з Чорнобаївки (власне з Чорнобаївських хуторів) та запросила археологів дослідити стародавнє поховання, яке відкрилося під час викопування льоху. Ним виявилося поховання заможної готської дівчини початку V століття (тобто йому півтора тисячоліття)».
Чорнобаївка заснована наприкінці XVIII століття на землях Херсонської міської управи. Історію виникнення пов'язують із запорозьким січовим козаком Петром Олександровичем Чорнобаєм, якого російська імператриця Катерина II за хоробрість, проявлену в бойових походах проти польської шляхти і турецьких яничарів, обдарувала невеликим земельним наділом поблизу Херсона, в районі Вірьовчиної балки. У 1782 році вийшов указ Катерини про відведення Херсону (що був заснований у 1778 році) 40 000 десятин землі. 18 серпня 1782 року ці землі було офіційно розмежовані: Херсону відійшло 523,5 км², з них лише 5,8 км² були забудовані. Відповідно, землі вздовж Вірьовчиної балки, що формально належали до міста, були освоєні херсонцями для побудови заміських будинків, вздовж балки постали хутори. Отже день відведення цих земель Херсону. 18 серпня 1782 року, можна вважати датою заснування Чорнобаєвих хуторів.
За становою приналежністю жителі були міщанами. Вони займалися сільським господарством, садівництвом та городництвом. Вигідне географічне розташування хуторів поблизу губернського центру сприяло розвитку в них виробництва товарного зерна. У зв'язку з цим головна увага зверталася на розведення робочої худоби.
Розбудовувалася Чорнобаївка повільно. За даними документів Херсонського губернського земства відомо, що у 1859 році село налічувало 60 дворів, в яких проживало 239 осіб. Основним заробітком чорнобаян було добування вапняку в кар'єрах Вірьовчиної балки. Ніяких торговельних підприємств, крім винних крамниць, на хуторах на той час не було. Медичне обслуговування перебувало на низькому рівні. Перша школа відкрилася наприкінці XIX століття на Гусакових хуторах, її відвідувало 26 хлопчиків та 6 дівчаток. У 1902 році на Чорнобаєвих хуторах відкрили початкову школу, розраховану на невелику кількість дітей.

### Українська революція
Протягом Української революції село стало частиною проголошеної III Універсалом Української Народної Республіки у складі адміністративно-територіальної одиниці Нове Запоріжжя з центром у Херсоні. З початком Першої радянсько-української війни, у січні 1918 року в Чорнобаївці розпочалась перша радянська окупація. З 4 квітня і до кінця 1918 року село зайняли українські та союзні війська. Наступного року село опинилося в зоні, підконтрольній англо-франко-грецьким військам. У березні 1919 року частини Червоної Армії повторно захопили владу в Чорнобаївці.
З серпня 1919 року по січень 1920 року село знаходилось під владою денікінців. У 1920 році створено Чорнобаївський комітет незаможних селян, а пізніше ТСОЗ — товариство по спільній обробці землі «Добра воля», з якого і почалась історія колгоспної Чорнобаївки. У 1921 році обрана єдина Чорнобаєво-Гусаківська сільрада, організований єдиний комітет незаможних селян. У 1922 році створено дві сільради — Чорнобаєво-Гусаківську і Степанівську, з яких до кінця року утворено одну — Чорнобаєво-Степанівську.

### Радянський період

#### Ранній СРСР
У 1925 році збудовано сільський клуб, організовано драматичний та хорові гуртки, відкрилася хата-читальня, збудована школа.
У 1930 році ТСОЗ перетворено у сільгоспартіль «Червоний Маяк». Першим її головою обрали Федора Романовича Овчаренка. Колгосп налічував 150 коней, 35 однолемішних плугів, 28 бункерів, 11 сіялок, два десятка борон. У 1930 році в селі існували ще два колгоспи — «Червона зірка» та «Інтенсивник».

Пам'ятний знак жертвам Голодомору 1932—1933 років в Україні

У 1932 році у колгоспі з'явились перші трактори. Першим колгоспним трактористом став Олексій Кириченко. У 1933 році в Чорнобаївці загорілась перша електрична лампочка. Але голод 1932—1933 років не оминув село.
Іваненко Ірина Андріївна, жителька села, згадувала:
|  | … Брат опух з голоду, і було страшно глянути на нього. Сестричка також дуже розпухла, а потім померла від голоду. А в мене завжди була одна думка — наїстися досхочу…Людоїдства в селі не було, але кішок, собак, горобців їли… |

З 1937 року колгосп знову починає відновлювати свою роботу, закуповує 6 вантажних автомобілів. У 1940 році налічувалося 479 житлових будинків. Працювали нові магазини, пошта, клуб. Зріс культурно-освітній рівень трудящих. Всі діти шкільного віку навчалися у Чорнобаївській школі-семирічці.

#### Друга світова війна
У 1941 році Херсонська область була окупована військами групи армій «Південь», які вибили звідси радянські війська Південного фронту. В окупації Миколаївської та Херсонської областей німцям допомагала 3-тя румунська армія. Німецько-румунські війська форсували Південний Буг і на початок липня 1941 року розгорнули наступ на Миколаїв.
18 серпня 1941 року німецькі війська зайняли Чорнобаївку. Були встановлені високі податки на власність селян, наприклад, 400 літрів молока на корову, половина м'яса з кожної зарізаної свині. З 1942 року почалося масове вивезення молоді до Німеччини. За роки окупації на примусову працю було вивезено 242 особи.
14 березня 1944 року підрозділи 295-ї стрілецької дивізії СРСР захопили Херсон та Чорнобаївку. В бою загинули 52 солдати, їх було поховано в братській могилі в центрі села. На могилі встановлено пам'ятник з іменами загиблих. Поруч — меморіальні стели з прізвищами 130 односельців, полеглих на фронтах німецько-радянської війни. До війська були мобілізовані понад 400 жителів Чорнобаївки.

Військовий меморіал
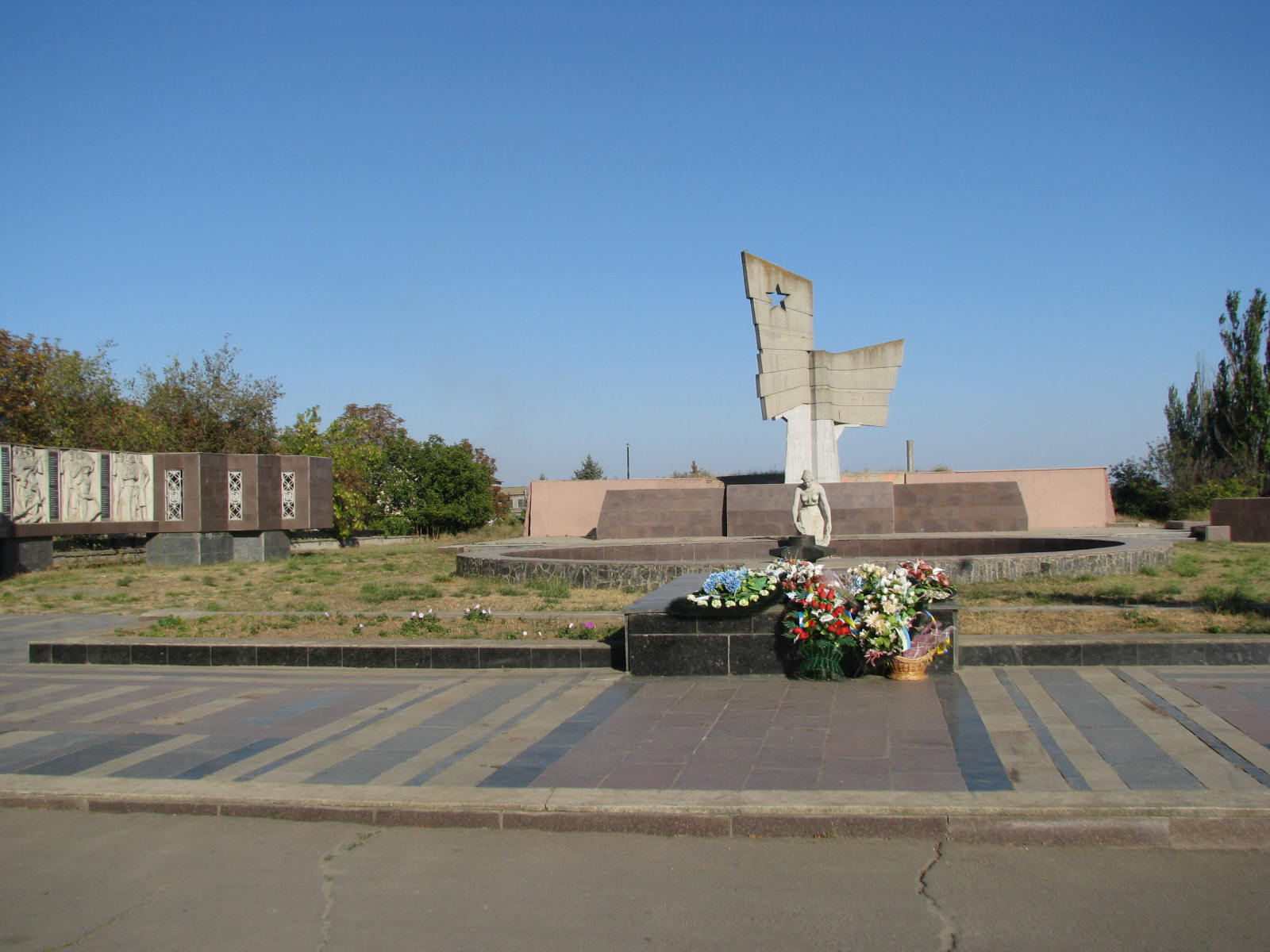
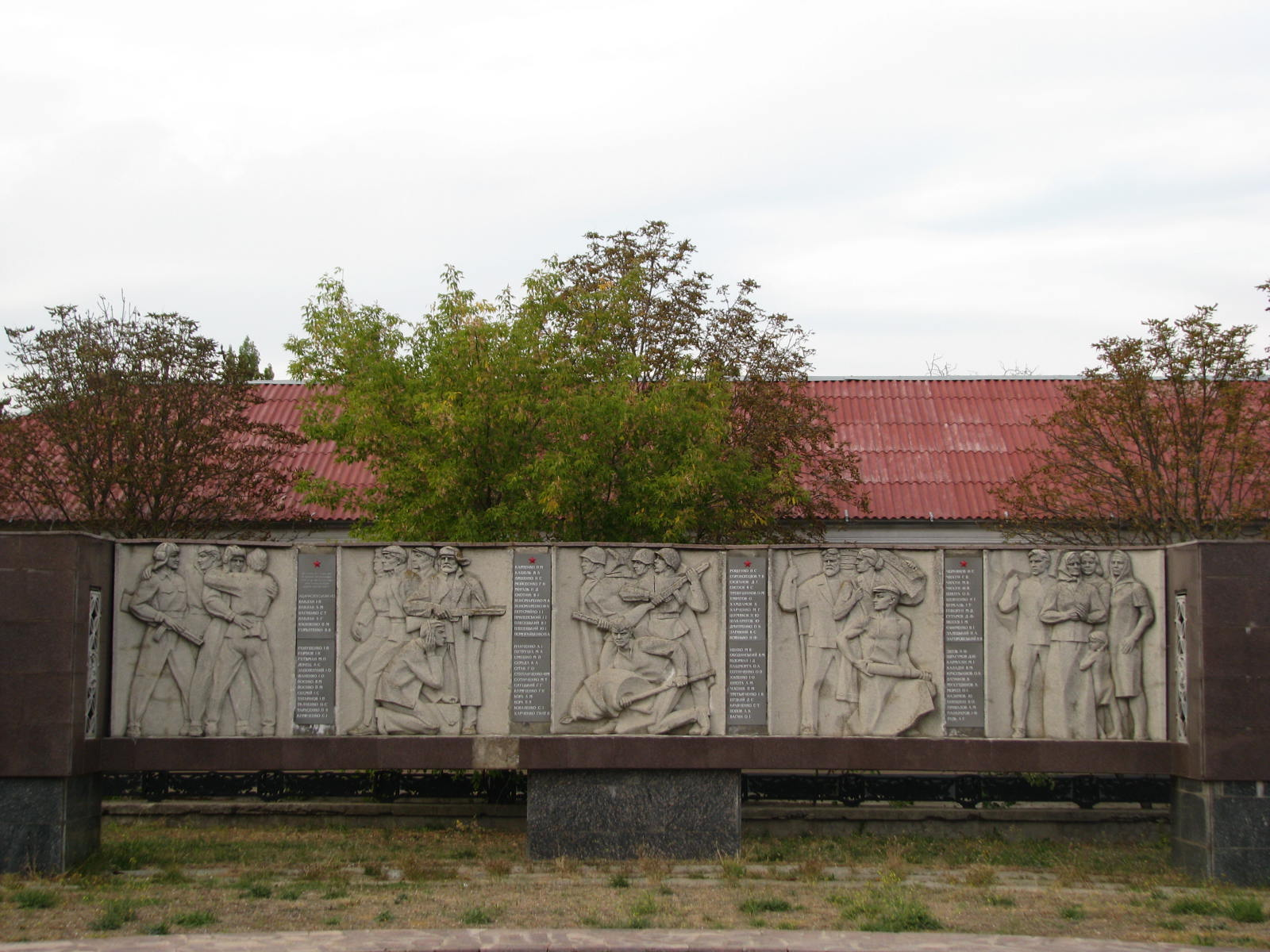

#### Післявоєнна доба
У 1950 році колгоспи «Інтенсивник», «Червоний маяк» та «Червона Зірка» об'єдналися в колгосп імені Кірова. За господарством було закріплено 5470 га землі, в тому числі 4485 га орної землі, 474 га випасів. Розташований під містом Херсоном і зв'язаний з ним автошляхом, колгосп спеціалізувався на виробництві і постачанні міському населенню м'ясо-молочних продуктів, овочів, винограду. Про колгосп імені Кірова знали далеко за межами області.
У 1958 році артіль перетворено на опорно-показову, на її досвіді розроблено систему наукового ведення господарства в степових районах півдня України. У тому ж році за визначні успіхи у розвитку господарства — голову колгоспу Йосипа Піотковського удостоєно звання Героя Соціалістичної Праці. У 1963 році колгосп очолив Дмитро Моторний. У 1966 та 1986 роках Дмитро Костянтинович двічі був удостоєний звання Герой Соціалістичної Праці.
У 1964 році побудований Чорнобаївський консервний завод. Місцевий млинкомбінат виробляв борошно, олію, крупи, комбікорми. Став до ладу хлібопекарський цех комбінату. Господарство колгоспу поставлено на наукову основу. Заслужений агроном Української РСР П. І. Ломоносов, досліджуючи різні сорти озимої пшениці, здобув вчений ступінь кандидата сільськогосподарських наук.
Дослідницькою роботою займався головний зоотехнік колгоспу І. Є. Григорович, якому присвоєно звання заслуженого зоотехніка Української РСР. Під керівництвом головного інженера П. Н. Васильєва колгоспні умільці виготовляли пристрої до машин. Ними зроблений роторний гноєрозкидач, що значно підвищив продуктивність праці.
Відомий в області ще з передвоєнних років бригадир-овочівник О. І. Данник розробив наукові норми внесення добрив, режим поливів, терміни висадження розсади та її проривки. Його метод дав змогу одержати високі врожаї городини навіть за несприятливих погодних умов. У 1966 році за плідну дослідницьку роботу О. І. Данника удостоєно звання Героя Соціалістичної Праці.
У 1980—1990 роках валове виробництво сільгосппродукції зменшилось. Головна причина — на зрошувальні землі подавалось вдвічі менше води. В умовах півдня України вирощувати сталі врожаї без зрошення неможливо.

### У Незалежній Україні
З 1991 року змінюється форма власності, послаблюється контроль за використанням земель, що призводить до порушення меж землеустрою та сівозмін. Це стає причиною зниження родючості землі.
На початку 2000 року на базі колгоспу імені Кірова створено приватно-орендний кооператив «Зоря». Головою ради кооперативу залишається двічі Герой Соціалістичної Праці, кавалер ордена князя Ярослава Мудрого Дмитро Костянтинович Моторний. Основний напрямок діяльності кооперативу: вирощування зернових культур, бобових культур і насіння олійних культур; розведення великої рогатої худоби молочних порід; виробництво хліба та хлібобулочних виробів; виробництво олії, борошна та круп'яної продукції.
На території села функціонують:
- Відділення поштового зв'язку «Укрпошта».
- Відділення зв'язку ТОВ «Чорнобаївка зв'язок».
- Чорнобаївська амбулаторія загальної практики-сімейної медицини.
- Чорнобаївське сільське відділення поліції.

Для забезпечення потреб населення на території села є заклади громадського харчування (ресторанного господарства), перукарні, пункти з виготовлення та встановлення меблів, металопластикових виробів, майстерня з ремонту взуття, ательє з пошиву та ремонту одягу, підприємства з виготовлення бетонних та металевих виробів, майстерня з ремонту автомобілів, АЗС, СТО, автостоянка, підприємства роздрібної торгівлі.
Водопостачання у селі централізоване та цілодобове. Протяжність водомережі — 47 км. Артезіанських свердловин — 8 (6 працюючих), водонапірних башт — 4 (3 працюючі). Село Чорнобаївка електрифіковано стовідсотково.
З 30 травня 2005 року в селі централізовано здійснюється вивіз сміття.
З 15 квітня 2009 року рішенням сільської ради засновано Чорнобаївську сільську газету «Чорним по білому».
У 2011 році рішенням сільської ради було затверджено символіку територіальної громади села, а саме прапор, герб та гімн.
У 2012 році сільською радою засновано обласний пісенний фестиваль-конкурс «Єднаймо ритми сердець».

#### Російське вторгнення в Україну (з 2022)
24 лютого 2022 року, з початком повномасштабного російського вторгнення в Україну, сталася ракетно-бомбова атака російських військ на аеропорт біля Чорнобаївки, вона пройшла одночасно з атаками по аеродромах в Борисполі, Озерному, Кульбакіному, Чугуєві, Краматорську. 27 лютого російські війська захопили речові склади в Чорнобаївці та переодяглися в українську форму, щоб зайти до Херсона та Миколаєва під виглядом ЗСУ. За допомогою «Байрактара» ЗСУ підірвали колону їхньої техніки біля села.
Під час боїв ЗСУ багаторазово завдавали успішних ударів по позиціях ворога на місцевому аеродромі. Станом на 14 серпня 2022 року було завдано 28 ударів. За даними перехоплених розмов російських солдат, окупанти панікували від згадки про Чорнобаївку й масово відмовлялися йти у наступ на цьому напрямі. Завдяки постійному повторному знищенню російської техніки на території села, Чорнобаївка стала відомим українським інтернет-мемом, що набув широкого відображення у масовій культурі.
11 листопада 2022 року село було звільнене від російської окупації. Після деокупації село перебуває під постійним вогнем російських окупантів.
20 лютого 2023 року розпочався збір підписів під петицією про надання селу статусу «Село Герой України».
23 листопада 2023 року російські війська здійснили артобстріл житлових будинків села, вбивши трьох цивільних людей та поранивши 5 осіб.
13 серпня 2025 року, вранці, російські окупанти здійснили артилерійський обстріл по Чорнобаївці. Під час атаки загинула місцева жителька.

## Політика
Голова сільської ради — Дудар Ігор Михайлович, 1968 року народження, вперше обраний у 2010 році. Інтереси громади представляють 32 депутати сільської ради:
| Партія                      | Кількість депутатів | Відсоток |
| --------------------------- | ------------------- | -------- |
| самовисування               | 30                  | 93,75 %  |
| Комуністична партія України | 1                   | 3,13 %   |

## Організації
В Чорнобаївці діють такі організації:
- Путь православних в ім'я святого рівноапостольного князя Володимира (голова — Криворотько Сергій Петрович)
- Білозерська районна організація Всеукраїнської громадської організації «Антикримінальний вибір» (голова — Сітак Валерій Миколайович)

## Соціальна сфера

### Чорнобаївська санаторна загальноосвітня школа-інтернат I—IIIст.
Чорнобаївська санаторна загальноосвітня школа-інтернат розпочала своє існування у 1954 році, як школа-інтернат для дітей сиріт. У 1976 році Білозерська районна рада на базі цієї школи заснувала навчально-лікувальний заклад, головне призначення якого — лікування сколіотичної хвороби.
У 2004 році згідно з наказом Управління освіти і науки обласної державної адміністрації № 248 від 01.09.2004 заклад перейменований у Чорнобаївську санаторну загальноосвітню школу-інтернат I—III ступенів Херсонської обласної ради.
Санаторна школа-інтернат є навчально-виховним і лікувально-реабілітаційним закладом, що забезпечує поєднання загальної середньої підготовки в обсязі державних вимог до освіти з тривалим оздоровленням, лікуванням та реабілітацією учнів. Очолює заклад директор Беженар Олексій Миколайович, якого у 2005 році за вагомий внесок у справу виховання підростаючого покоління нагороджено медаллю А. Макаренка.
Школа бере участь у районних та обласних конкурсах творчої молоді. У огляді художньої самодіяльності «Таврійський барвограй-2008» зразковий хореографічний колектив «Школа танцю» (керівник Іванова В. В.) посів перше місце у номінації «Найкращий танцювальний колектив району», а хоровий колектив (керівник Дьяконова Н. В.) посів друге місце у номінації «Найкращий хоровий колектив».
У закладі діють науково-дослідницькі клуби «Квант», «Паросток», «Диво-слово», «Право», науково-учнівське товариство «Юний науковець», створені такі дитячі організації «Веселкова країна», «Сонячна республіка», клуб «Юність».

### Чорнобаївський навчально-виховний комплекс
У 1973 році за ініціативою депутатів сільської ради, при активній підтримці Героя Соціалістичної Праці Д. К. Моторного, на кошти трудівників споруджено нове приміщення нинішньої школи. 5 грудня 1973 року введено в експлуатацію будівлю середньої школи (ліве крило), пізніше добудовано корпус молодших класів і музичної школи. З 1972—1978 роки — директор Ємченко Володимир Мусійович.
З 1978—2004 роки очолював Чорнобаївську загальноосвітню школу Баєвський Анатолій Олександрович. Завдяки йому у школі створено базу для навчання молодших класів, збудовано корпус для «шестирічок», створено школу-комплекс, найкращу в районі і області базу для навчання з інформатики (клас ЕОМ, два класи з персональними комп'ютерами), з англійської мови (лінгафонний кабінет), майстерні і класи для трудового навчання (швейні майстерні, авто-тракторні класи), а головне — елемент нестандартного, творчого підходу до справи став основою роботи педагогічного колективу.
Навесні 1987 року за заслуги в навчанні та вихованні підростаючого покоління й активну участь у громадському житті Президія Верховної Ради Української РСР присвоїла Анатолію Олександровичу почесне звання Заслуженого вчителя УРСР. За натхненну працю на освітянській ниві Баєвського А. О. було нагороджено медалями Н. К. Крупської, А. С. Макаренка.
У червні 2011 року шляхом злиття Чорнобаївської загально-освітньої школи I—III ступенів та дитячого садочка ПОК «Зоря» засновано Чорнобаївський навчально-виховний комплекс, директор Луценко А. Г.
Навчально-матеріальна база: 3 кабінети інформатики, кабінет біології, актова зала на 400 місць, бібліотека, гімнастичний зал, шкільна майстерня, зал ігрових виділ спорту, зал важкої атлетики, кабінет української мови та літератури, кабінет математики, кабінет автосправи. Працює секція МАН з фізики, факультативи, предметні гуртки.
Дошкільний відділ навчально-виховного комплексу розташований у сучасній двоповерховій будівлі. Заклад має просторі та світлі групові приміщення з ізольованими входами, музичний зал зі станками для занять хореографією, психологічний кабінет, зимовий сад з вічнозеленими рослинами, басейн. Для кожної вікової групи — окремий майданчик. Дошкільний відділ має спортивний зал.

### Чорнобаївський дитячий ясла-садок
Фінансування комунального закладу «Ясла-садок» забезпечує Чорнобаївська сільська громада. В закладі сім вікових груп, з яких одна група — раннього віку. В закладі працює 45 працівників, з яких 18 є педпрацівники, з них 4 — мають педагогічне звання «вихователь-методист», 2 — спеціаліста першої категорії, 2 — мають нагрудний знак «Відмінник освіти України».
У закладі створено оптимальне розвивальне середовище для розкриття потенціалу дитини. Діють гуртки:
- «Екологічна стежинка» (виховання малят в любові до рідної природи)
- «Чомусик» (розвиток логічного мислення)
- «Співаночка» (розвиток артистичності та вокального співу)
- «Театралізована діяльність» (розвиток творчих здібностей дітей)
- «Маленькі чарівники» (виховання естетичного розвитку малят)
- «Логопедичний гурток» (корекційна робота звуковимови)

Чорнобаївський ясла-садок активний учасник методичних об'єднань району та області, на базі діє «Школа вищої майстерності музичних керівників» та «Школа вищої майстерності медичних сестер». Частими гостями закладу є медпрацівники району, керівники дошкільних закладів району та області. Дитячий садок ініціює проведення різноманітних конкурсів в межах закладу (тематичні конкурси малюнків, поробок, та оновлення ігрових майданчиків та груп) та є безпосередньо учасником всеукраїнських різноманітних конкурсів:
- 2011 рік — нагороджені грамотою за II місце серед ДНЗ Білозерського району та за III місце серед ДНЗ Херсонської області у фотоконкурсі ДНЗ України «Мій улюблений дитсадок» на інтернет-порталі рейтингу освітніх закладів України;
- 2012 рік — участь у конкурсі «Наш ДНЗ найкращий» на інтернет-порталі рейтингу освітніх закладів України та III місце серед ДНЗ району[27];
- 2012 рік — участь у конкурсі «Свято — 3D: сценарії, пісні, костюми», який проходив під керівництвом журналу «Музичний керівник».

За підсумками роботи у 2012—2013 році колектив Чорнобаївського ясел-садка посів 3-тє місце серед колективів Білозерського району.

## Пам'ятники
На території села Чорнобаївка є такі пам'ятки та пам'ятники археології, історії і культури:
| Назва                                              | Дата встановлення                 | Розташування                      | Фото | Короткі відомості |
| Кургани                                            | III тис. до н. е. — II тис. н. е. | с. Чорнобаївка                    |      | Основні розміри: висота 0,6-3,4 м |
| Братські могили воїнів Радянської Армії            | 1954                              | село Чорнобаївка                  |      | Основні розміри: висота — 4,20 м |
| Могила Героя Соціалістичної Праці А. І. Данника    | 1979                              | с. Чорнобаївка                    |      | Основні розміри: висота — 2,45 м |
| Пам'ятний знак на честь 40-річчя Перемоги (МІГ-19) | 1985                              | с. Чорнобаївка                    |      | Основні розміри: висота — 12 м |
| Пам'ятник Ю. О. Гагаріну                           | 1976                              | с. Чорнобаївка                    |      | Основні розміри: висота — 3,80 м |
| Пам'ятник Т. Г. Шевченку                           | 9 березня 2014 року               | с. Чорнобаївка, вул. Соборна, 7-В |      | Основні розміри: висота — 2,8 м |
| Пам'ятник В. І. Леніну                             | 1987                              | с. Чорнобаївка                    |      | Основні розміри: висота — 9,42 м. 25 лютого 2014 року на позачерговому скликанні Чорнобаївської сільської ради прийняте рішення про демонтаж пам'ятника В. І. Леніну, з метою стабілізації ситуації у суспільстві та з метою запобігання руйнування даного пам'ятника. |

## Культура
На території села функціонують такі заклади культури:
- комунальний заклад «Сільська бібліотека»;
- комунальний заклад «Будинок культури»;
- початковий спеціалізований мистецький навчальний заклад «Музична школа» Міністерства культури України;
- музей історії села.[31]

### Сільська бібліотека
Чорнобаївська бібліотека-філія нараховує 1600 користувачів, з них 800 дорослих та 800 дітей. До 2009 року книгозбірня багато разів змінювала своє місце знаходження. Зараз бібліотека знаходиться у центрі села; обладнані зони для читання, користування інтернетом та зберігання книжкового фонду; працюють клуби за інтересами, літературна вітальня; налагоджена робота з різними соціальними групами населення: ветерани війни, афганці, діти-інваліди, багатодітні сім'ї. Книжковий фонд складає близько 32 тисяч примірників.

### Будинок культури
Будинок культури знаходиться у центрі села. Основна спрямованість — відродження, популяризація народних традицій, звичаїв та обрядів, розвиток творчості дітей та дорослих, організація дозвілля сільського населення.
У Палаці культури працює 16 колективів та гуртків: ансамбль народної пісні «Журавка» (керівник Ільницька В. П.), молодіжний театр «Дебют» (Тараненко Т. Ф.), зразковий музично-драматичний колектив «Капітошка» (Север'янова І. В.), вокальне тріо «Мальви» (Швець О. Г.), танцювальний колектив «Школа танцю» (Уткіна Ю. А.), Народний хор «Калиновий цвіт» (Варгун М. Г.), вокальний квартет «Жайвір» (Север'янова І. В.), дитячий театральний колектив «Парасольки» (Тараненко Т. Ф.), вокальний гурт «Забавні дівчата» (Татарінов В. Г.), вокальний гурт «Гармонія» (Татарінов В. Г.), духовий оркестр (Марченко С. М.), солісти-вокалісти (Швець О. Г.), літературний клуб «Пролісок» (Горбенко Л. О.), гурток «Умілі руки» (Шевчук Г. С.), клуб любителів історії «Мій рідний край» (Березняк Н. С.).. З ними працюють 10 керівників, 4 з яких мають вищу спеціальну освіту і 6 — середню спеціальну. Всі колективи художньої самодіяльності є постійними учасниками та переможцями оглядів, конкурсів, фестивалів на районній, обласній та республіканській сценах. Роботою у гуртках та колективах охоплено 217 учасників. Організовує культосвітню роботу Заслужений діяч культури України В. Г. Татарінов.
Народний хор «Калиновий цвіт» — заснований у 1951 році. У 1982 році отримав почесне звання «народний самодіяльний» (художній керівник — заслужений працівник культури України Михайло Варгун, концертмейстер — Леонід Кривицький). Репертуар хору — сучасні українські пісні, твори місцевих авторів, обробки народних пісень. У 2001 році, 2003 році та 2009 році брав участь у звітних концертах Херсонської області у місті Києві, на сцені Національного палацу мистецтв «Україна», лауреат Всеукраїнських конкурсів «Ялтинський берег — 2007», «Калиновий спів — 2008», імені П.Демуцького — 2010, VII Міжрегіонального фестивалю-конкурсу духовно-патріотичної пісні «Сонячні дзвони — 2013».
Молодіжний театр у 2009 році лауреат районного та обласного оглядів «Театральна весна Херсонщини». Танцювальний колектив має звання «зразковий», є лауреатом обласних конкурсів імені М. Верховинця та «Маленькі зірки», лауреатом Другого відкритого дитячо-юнацького фестивалю «Дивограй — 2005» у м. Дніпро, Лауреатом І ступеню Всеукраїнського огляду дитячих хореографічних колективів «Сонячний зайчик» Дніпро (2012). Вокальний ансамбль «Журавка» дипломант обласного фестивалю «Слобідський козачий круг».
З 1998 року на базі Палацу культури проводиться фестиваль хорових колективів південного регіону «Чорнобаївський заспів», засновником є Д. К. Моторний.

### Музична школа
Чорнобаївська дитяча музична школа заснована у 1977 році на базі філії Білозерської дитячої музичної школи. За перші п'ятнадцять років школа інтенсивно розвивалась: контингент поступово збільшувався до 250 учнів, відкривалися філії у селах Благодатне, Музиківка, Посад-Покровське, Степанівка, Східне.
У 1981 році за постанову дитячої опери «Гуси-лебеді» школа нагороджена «Почесною грамотою» Міністерства культури України. На початку 1990-х років контингент школи скоротився, припинили роботу всі філії.
У Чорнобаївській дитячій музичній школі учні навчаються на таких інструментах: фортепіано, скрипка, баян, акордеон, гітара, флейта, сопілка, саксофон, кларнет, труба. Школа має достатню кількість музичних інструментів, сучасну оргтехніку та бібліотеку, яка налічує 2200 примірників. У школі існують творчі колективи: ансамблі скрипалів, гітаристів, духових інструментів, хореографічний ансамбль, хор. Щорічно учні ДМШ беруть участь в районних, обласних конкурсах та займають призові місця. Існує музичний лекторій для учнів молодших класів НВК, проводяться концерти для вихованців дитячих садків, учнів та батьків.

## Спорт
Спортивна база села: працюють чотири спортивних зали (ігровий, гімнастичний зали, зал важкої атлетики, п'ятдесятиметровий тир, приміщення для гри в настільний теніс, зал вільної боротьби), стадіон з поливним газоном.
У 1992 році на базі ПОК «Зоря» заснована Чорнобаївська дитячо-юнацька спортивна школа (відділення з футболу, гандболу, важкої атлетики, боротьби вільної і вітрильного спорту).
Вже понад 30 років на базі Чорнобаївського НВК проводяться заняття з баскетболу, волейболу, футболу, гирьового спорту для вчителів. За цей період освітяни школи брали участь не тільки в змаганнях районного рівня, а й ставали переможцями обласних змагань серед сільських колективів області. Найкращі спортсмени школи — це С. В. Черноусов, В. Я. Чернявський, Ю. П. Горбенко, А. М. Базилюк, Н. В. Рагушенко, Т. М. Йоєнко, П. І. Йоєнко.
Вчитель фізкультури С. В. Черноусов став призером Всеукраїнського конкурсу на найкращий інноваційний урок та урок з елементами футболу. Крім того, Сергій Васильович з успіхом обслуговує матчі Херсонської області та України з футболу як арбітр.
Відомі за межами області вихованці тренера з важкої атлетики А. М. Базилюка. Анатолій Михайлович і сам активно займається спортом, беручи участь у змаганнях з гирьового спорту, армреслінгу.
Велику роботу з підготовки юного покоління проводить вчитель, голова профспілкової організації школи В. Я. Чернявський. Василь Якович — капітан збірної команди ветеранів Білозерського району з футболу та футзалу.
З 2000 року проводиться баскетбольний «Турнір друзів», присвячений пам'яті фанатів баскетбольного руху Ігоря Коломойченка та Олександра Петріківського.
Серед найкращих гандболісток села, багаторазових призерів області, чемпіонів юнацьких ігор України, майстрів спорту можна виділити: Цуркан Наталію, Артемчук Ольгу, Шум Дарію, Строган Дарію.
У 2013 році відповідно до проведених реформ Чорнобаївська ДЮСШ ліквідована. Спортивну роботу з жителями села Чорнобаївка проводять 6 тренерів, які працюють у відділі освіти, молоді і спорту Білозерської районної державної адміністрації, з наступних видів спорту: Чернявський В. Я. — футбол, легка атлетика; Черноусов С. В. — футбол; Базилюк А. М., Базилюк В. А. — важка атлетика; Зорін В. С. — вільна боротьба; Мазманян О. О. — гандбол.
З 2013 року за рішенням виконавчого комітету від 28.02.2013р № 28 засновано спартакіаду села Чорнобаївка з наступних видів спорту: волейбол, футбол, баскетбол, настільний теніс, шашки, шахи, перетягування канату. Команди сформовані з жителів села в межах виборчих округів.
Серед усіх видів спорту у селі найбільше представлені: футбол, волейбол, вільна боротьба, важка атлетика та інваспорт.

### Футбол
У футбол мешканці села почали грати ще у 1952 році, була створена команда «Колгоспник».
У 2007 році офіційно зареєстровано Чорнобаївський футбольний клуб «Колос», керівник Підгородецький Ігор Михайлович. Протягом 2007—2014 років:
- бронзовий призер чемпіонату Херсонської області з футболу: 2006—2007 роки
- чемпіон Білозерського району з футболу у сезоні: 2007—2009, 2011, 2013—2014 роки
- володар Кубку Білозерського району з футболу сезону: 2007—2011, 2013—2014 роки
- чемпіон Білозерського району з футболу серед ветеранів: 2007—2011, 2013—2014 роки
- чемпіон області: 2008—2009, 2011 (перша ліга) роки
- срібний призер: 2010 рік
- бронзовий призер: 2012 рік (вища ліга)[38]
- фіналіст кубку Херсонської області з футболу у сезоні 2012 року серед аматорських команд
- володар кубку «Придніпровська зірка»: 2013 рік[39].

### Важка атлетика
З 1981 року у селі з'являється секція з важкої атлетики, організовує її Базилюк Анатолій Михайлович, учитель фізичної культури.
З 1994 року Анатолій Михайлович повністю переходить на тренерську роботу, а з 2007 року йому допомагає син В'ячеслав. За роки існування секції тренери підготували 11 майстрів спорту, понад 30 кандидатів у майстри та більше 100 першорозрядників. Серед майстрів є чемпіони та призери України, Всеукраїнських змагань: Хоменко Олександр, Герасимчук Валерій, Бутрій Вадим, Бондарев Максим, Гуменюк Станіслав, Ведмеденко Володимир, Терентьєв Миколай, Поздняков Максим, Якимчук Юрій, Борисевич Олександр, Коршунов Євген.
Вихованці тренерів брали участь у змаганнях обласного та міжнародного значення, високі результати показали:
- чемпіонат України серед юнаків та дівчат, м. Феодосія (2002)
- Всеукраїнська спартакіада, м. Івано-Франківськ (2003)
- чемпіонат України серед студентів, м. Харків (2004)
- універсіада, м. Харків (2005)
- міжнародний турнір пам'яті заслуженого тренера України Якова Куценко (1999—2014)
- літні юнацькі спортивні ігри Херсонщини, м. Скадовськ (2011)
- кубок Херсонської області, м. Скадовськ (2012)
- Всеукраїнська спартакіада, м. Коломия (2012)
- спартакіада Херсонщини серед дітей та підлітків «Юний спартаківець», м. Скадовськ (2012)
- чемпіонат України серед юнаків та дівчат, м. Славутич (2012)
- турнір пам'яті Олімпійського чемпіона Ігоря Рибака, м. Харків (2012—2014)
- чемпіонат України серед юнаків та дівчат до 13 та до 15 років, м. Тернопіль (2013)
- турнір пам'яті заслуженого тренера України Михайла Співака, м. Нова Одеса Миколаївська область (2013—2014)
- турнір заслуженого тренера України С. П. Душеіна (1997—2002)
- турнір пам'яті заслуженого тренера України С. П. Душеіна (2003—2014)

У секції тренуються три спортсмени, які входять в резерв національної збірної: Циголь Владислав, дворазовий чемпіон України серед юнаків  та Ілханова Катерина.
20 листопада 2013 року в актовій залі Херсонського державного університету факультетом фізичного виховання та спорту спільно з Херсонським обласним відділенням Комітету з фізичного виховання та спорту Міністерства освіти і науки України проведено свято «Спортивні досягнення року», на якому відбулося нагородження спортсменів, тренерів та викладачів за підсумками виступів збірних студентських команд Херсонської області у ХІ літній Універсіаді України та XXVII Всесвітній Універсіаді, Чемпіонатів України, Чемпіонатів Світу та Європи, Дефлімпійських ігор 2013, серед почесних нагород була грамота для Базилюка Анатолія Михайловича — тренера з важкої атлетики.

### Волейбол
У 2010 році при підтримці Чорнобаївської сільської ради була сформована волейбольна команда «Бабай». За 2010—2014 роки волейболісти узяли участь у змаганнях районного та обласного значення:
- 2010 — традиційний турнір парк-волей «Купальські Зорі», м. Гола Пристань (І місце).
- 2011 — традиційний турнір парк-волей «Купальські Зорі», м. Гола Пристань (III місце).
- 2011 — турнір пам'яті Героя Радянського Союзу Степана Харченка, с. Садово (І місце).
- 2012 — традиційний турнір, присвячений Дню Перемоги (ІІ місце).
- 2012 — відкритий обласний кубок «Парк-волей» (І місце).
- 2012 — традиційний турнір, пам'яті Героя Соціальної Праці Всеволода Заботіна
- 2012 — турнір пам'яті Героя Радянського Союзу Степана Харченка, с. Садово (ІІ місце).
- 2012—2013 — обласний турнір з волейболу (III місце).
- 2013 — кубок Степана Харченка, с. Садово (І місце).
- 2013 — традиційний турнір найкращих команд Південного регіону, кубок Сергєєва, м. Берислав (III місце)[46].
- 2013 — традиційний турнір, присвячений Дню Перемоги (ІІ місце).
- 2013 — турнір «Кубок Нового Року» (І місце).
- 2014 — турнір «Купальські Зорі» (І місце).
- 2014 — традиційний турнір, присвячений Дню Перемоги (І місце)[47].

### Вільна боротьба

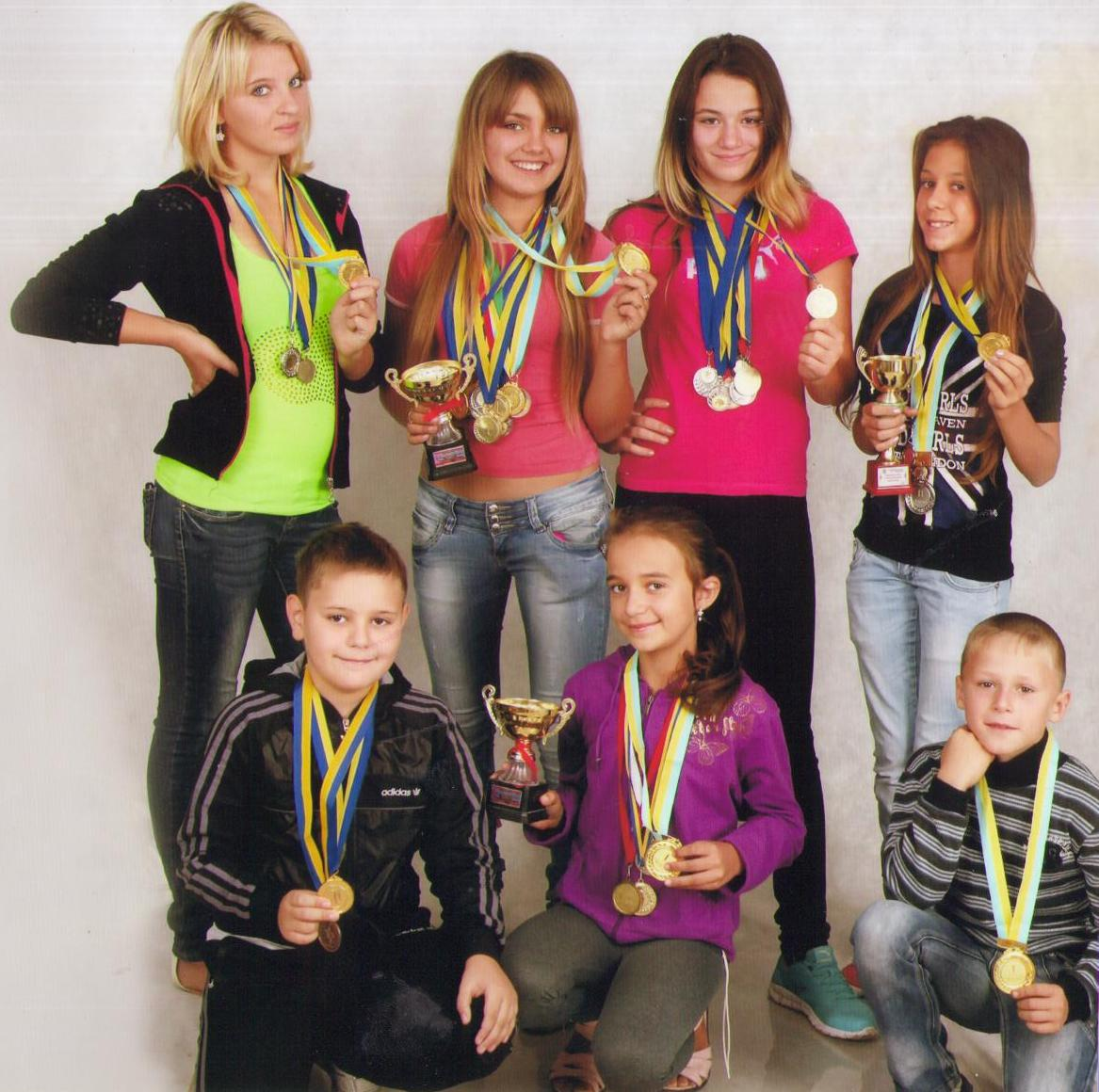
Вільна боротьба

У 1975 році у селі відкрилася секція з вільної боротьби, першим тренером був Віктор Петрович Манжаюк — майстер спорту, викладач вищої категорії. З того часу Віктор Петрович підготував кандидатів у майстри спорту СРСР, майстрів спорту, призерів України, серед яких: Зарубін Олексій, Пацалюк Ігор, Подстівий Олександр та Зорін Віктор.
З 2001 року мешканців села тренує Зорін Віктор Сергійович — майстер спорту СРСР і України, чемпіон СРСР, призер України. Найкращі вихованці тренера:
- Капрей Ангеліна — триразова чемпіонка області, чемпіонка Всеукраїнського турніру з вільної боротьби[48];
- Фортушна Марина — триразова чемпіонка області, триразова чемпіонка Всеукраїнського турніру з вільної боротьби;
- Дзигалюк Христина — чемпіонка області, чемпіонка Всеукраїнського турніру з вільної боротьби;
- Ляшенко Христина — дворазова чемпіонка області, чемпіонка Всеукраїнського турніру з вільної боротьби[49];
- Кулікова Людмила — чемпіонка області, триразова чемпіонка Всеукраїнського турніру з вільної боротьби[50];
- Куліченко Євген — чемпіон області, чемпіон Всеукраїнського турніру з вільної боротьби.

### Інваспорт
З 2004 року діє Білозерська районна філія відділу фізичної культури, молоді та спорту регіонального Херсонського центру інвалідів «Інваспорт», керівник філії Денисенко Олександр Михайлович, тренер 1 категорії з футболу — мешканець с. Чорнобаївка.
Спортсмени беруть участь у конкурсах, змагаються у спартакіадах «Повір у себе», борються у естафетах, їздять на екскурсії, перемагають у районних, обласних змаганнях, беруть участь у змаганнях Всеукраїнського рівня, де здобувають перемоги та стають призерами.
Серед спортсменів паралімпійців села слід відзначити:
- Мацюк Марину — випускницю Чорнобаївської санаторної школи-інтернату, срібна призерка фінальних змагань Всеукраїнської Спартакіади «Повір у себе» з легкої атлетики з бігу на 100 та 200 метрів[51].
- Шадренка Дмитра — неодноразового чемпіона фінальних змагань Всеукраїнської Спартакіади «Повір у себе» з шахів, учня Чорнобаївської санаторної школи-інтернат[52].
- Малашенка Руслана Анатолійовича — майстра спорту України з легкої атлетики, кандидата у національну збірну України, чемпіона України у 2008 та 2011 роках, срібного призера 2009 та 2010 років, першого стипендіата району серед молодих спортсменів з обмеженими можливостями[53].

## Релігія

### Храм Казанської ікони Божої Матері

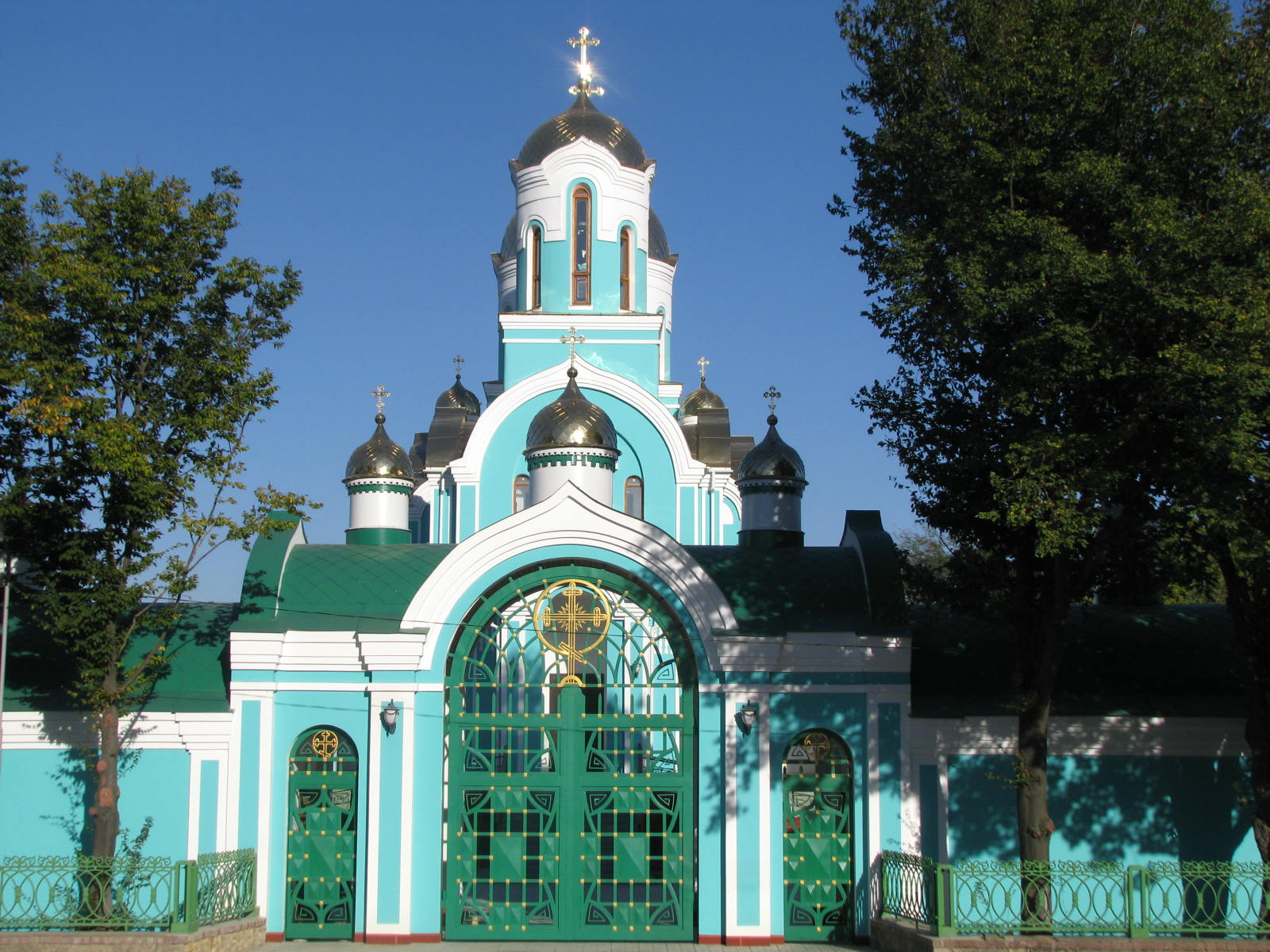
Храм Казанської Ікони Божої Матері

У вересні 2006 року у центрі села відбулося закладення нової будівлі Свято-Казанського храму. Зі спогадів прихожан, відомо, що ще у 1904 році на цьому ж місці розпочалося будівництво храму. Його звели до куполів, але у 1917 році будівля була зруйнована. Першу згадку про Казансько-молитовний будинок знайдено у документах Білозерської волості Херсонського повіту — реєстрація релігійної общини у 1922 році. Документів про діяльність общини у 1920-1940-х років не збереглося.
У 1950 році відправи богослужінь проводилися у подарованому релігійній общині будинку його власником, прихожанином. У 1970 році з приходом до храму ієрея Леоніда будівля була реконструйована, але приміщення Свято-Казанського храму не дозволяло вмістити всіх прихожан, мешканці села почали збирати кошти на будівництво Храму Казанської ікони Божої Матері.
У 2008 році на храмове свято у день вшанування Казанської ікони Божої Матері, до села прибув архієпископ Херсонський і Таврійський Іоанн з архіпастирським візитом. У червні 2009 року на розгляд еколого—експертному підрозділу Держуправління була надана проектна документація «Храм Свято—Казанської ікони Божої Матері в с. Чорнобаївка Білозерського району Херсонської області».
З 2011 року Храм Казанської ікони Божої Матері УПЦ МП має офіційний сайт. У 2013 році у день вшанування Казанської ікони Божої Матері архієпископ Херсонський і Таврійський Іоанн освятив храм. Очолює Свято-Казанську церкву Бузика Микола.

### Свято-Благовіщенська парафія

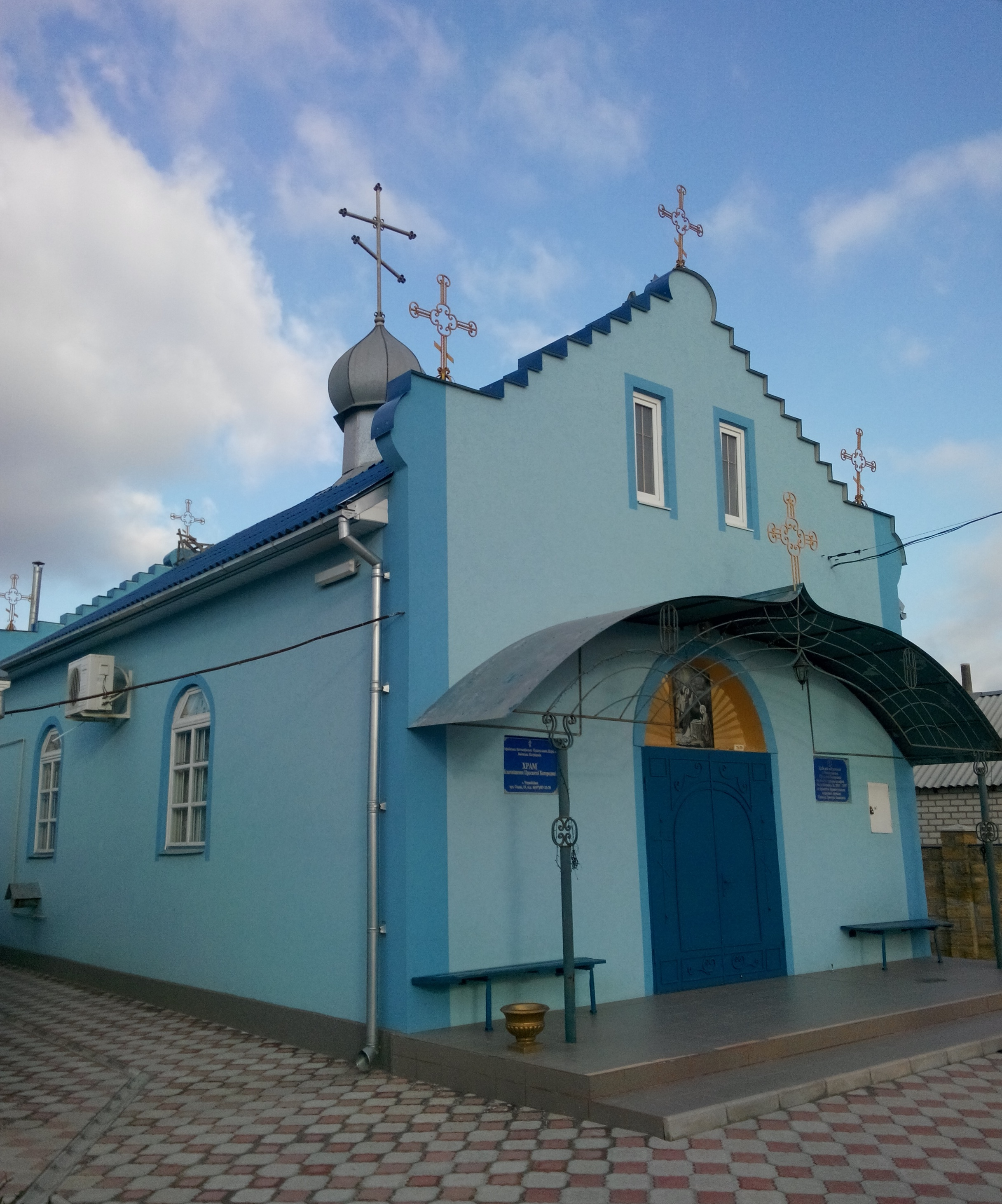
Свято-Благовіщенська парафія

У 1991 році мешканці села Йосафат Юрійович Гарматюк, учитель історії, та Григорій Іванович Синюк, тракторист, створюють громаду Православної церкви України у кількості 80 осіб. У 1992 році на загальних зборах віруючих УАПЦ затверджено статут громади, який у квітні 2000 року зареєстрований офіційно у новій редакції. Григорій Синюк надав свій дім для Богослужінь і для житла священика, який приїхав із Львівщини та у серпні 2003 року призначений настоятелем.
14 вересня 2003 року настоятелем Свято-Благовіщенської парафії УАПЦ ієреєм Василієм (Смаль Василь Миколайович) вперше проведено Богослужіння українською мовою. У 2004 року вперше за 70 років по селі пройшов із колядою вертеп; освячувалась Йорданська вода, якою після служби отець Василій освячував будинки мешканців села. Наприкінці 2004 року Г. Синюк ініціював будівництво Храму Благовіщення Пресвятої Богородиці, розробив архітектурний проект, власноруч виготовив купол, очолив будівництво, свою земельну ділянку подарувала мешканка села Стефанія Герей із сином Петром. Храм будували мешканці села до 2007 року.
13 травня 2007 року освячено новозбудований храм, отця Василя возведено в сан протоієрея, а Г. Синюка нагороджено архієпископом Львівським і Таврійським Макарієм орденом Св. Андрія Первозваного І степеня за ревне будівництво храму та розбудову парафії.
У 2010 році відбулося прощання церковної громади з головою парафії Синюком Г. І.
2011 року Храм Благовіщення Пресвятої Богородиці відвідав Архієпископ Львівський і Таврійський Макарій
.

### Церква Святого Духа
У селі діє церква Святого Духа УПЦ КП. Настоятель отець Василь.

### Парафія Різдва Христового
Заснована у серпні 2004 року отцями ЧСВВ з м. Херсона. Спочатку парафіяни їздили на Св. Літургії до монастиря о. ЧСВВ в м. Херсоні, проспект 200-річчя Херсона, 53), потім відправляли Св. Літургії в орендованому приміщенні і у будинках вірних. Приїжджали отець Доротей (ЧСВВ з Херсону), отець Роман Боруцький (з Сонячного), отець Ігор Макар (з Антонівки).
У 2008 році Чорнобаївська сільська рада виділила під будівництво церкви ділянку, спочатку в оренду, а у 2009 році у постійне користування, тоді ж розпочалося підготовка необхідної документації.
У серпні 2009 року парохом призначений отець Богдан (Демидась).
23 серпня 2009 року відбулося посвячення хреста на місці побудови майбутньої церкви Екзархом Одесько-Кримським УГКЦ Василем Івасюком.
Будівництво тимчасової каплиці розпочалося у березні 2009 року, яке через проблеми з документацією було призупинене і завершене у вересні 2012 року.
У липні 2013 року владика Василь Івасюк посвятив каплицю.

### Об'єднання Євангельських християн-баптистів
З 1995 року в селі існує Об'єднання Євангельських християн-баптистів «Ісус-хліб життя», яке налічує понад 60 членів церкви. Відправа богослужінь здійснюється за адресою: вул. Кривий спуск, 14-А, у приватному будинку, священик Дейнекін Сергій Миколайович.

## Інтернет-мем
Під час повномасштабного російського вторгнення в Україну (з 2022) Чорнобаївка стала відомим українським інтернет-мемом після багаторазових уражень російської техніки. Мем набрав широкого відображення в масові культурі та інформаційному просторі:
- Чорнобаївка згадується у пісні Олександра Пономарьова «Україна переможе», виконаної ним і ще низкою українських зірок шоубізнесу.
- Чорнобаївка неодноразово згадується у шоу «Байрактар News» Студії «Квартал 95».
- Під час війни Чорнобаївку як мем використовували у комерції, зокрема у назвах кулінарних страв та написах на одязі[60]
- 1 квітня 2022 року Український інститут національної пам'яті оприлюднив карикатуру, присвячену Чорнобаївці[61].
- На фоні новин про зникнення російського міністра оборони Сергія Шойгу український президент Володимир Зеленський у одному зі своїх відеозвернень жартома припустив, що російський чиновник вирішив відвідати Чорнобаївку.[62]
- Користувачі Інтернету створили велику кількість мемів на тему Чорнобаївки.[63].

## Видатні особи
- Бережко-Камінська Юлія Миколаївна (нар. 1982) — українська письменниця і журналіст,
- Данник Олександр Іванович (1904—1978) — бригадир овочевої бригади колгоспу ім. Кірова (с. Чорнобаївка). У 1966 році нагороджений званням Герой Соціалістичної Праці за високий врожай овочевих культур[64].
- Йоєнко Ганна Кіндратівна (1913—2013) — з 13 років працювала в колгоспі, пережила революцію, громадянську війну, голодомор, колективізацію, німецько-радянську війну, перебудову; найстаріша жінка села, «Жінка-епоха»[65].
- Кириченко Олексій Іларіонович (1908—1975) — радянський партійний діяч. Керівник України (1953—1957).
- Крутін Віктор Вікторович (1951—1999) — український кінооператор.
- Моторний Дмитро Костянтинович (1927—2018) — український аграрій та політик, голова ПОК «Зоря».
- Піонтковський Йосип Іванович — голова колгоспу ім. Кірова (с. Чорнобаївка). В 1958 року за високі досягнення в сільському господарстві отримав звання Герой Соціалістичної Праці[64].
- Синюк Григорій Іванович (1929—2010) — створив релігійну громаду Української Автокефальної Православної Церкви. Перший голова парафіяльної Управи даної парафії. Головний будівничий Храму Благовіщення Пресвятої Богородиці. За доброчесне служіння Святій Вірі Православній, жертовність і труди во славу УАПЦ нагороджений Орденом Святого Апостола Андрія Первозванного 1 ступеня.

Полеглі у російсько-українській війні:
- Буцан Іван (1986—2022) — із перших днів війни активно співпрацював із ЗСУ, герой підпільного фронту[66].
- Винарчук Андрій Вікторович (1982—2024) — військовослужбовець Збройних сил України, учасник російсько-української війни.
- Завалко Олександр Іванович (1969—2015) — старший сержант, командир відділення зенітного артилерійського взводу 57-ї окремої мотопіхотної бригади (Кропивницький). Загинув 21 травня 2015 року під час вогневого зіткнення з противником та обстрілу із важкої артилерії взводного опорного пункту поблизу м. Горлівка (Донецька область). Похований у Чорнобаївці 26 травня 2015 року[67].
- Звонарьов Данило Валерійович (1998—2023) — старший солдат В/ч А0224 79 окремої штурмової бригади. За посадою був старшим сапером. Загинув поблизу Мар'янки, на Донеччині[68]. Герой України (посмертно).
- Івасишин Ігор Михайлович (1980—2023) — військовослужбовець, загинув під час виконання службових обов'язків у м. Кривий Ріг[69].
- Коза Денис Євгенович (1993—2014) — лейтенант, командир взводу 25-ї Дніпропетровської окремої аеромобільної бригади, в/ч А1126 (Гвардійське). Загинув в ніч на 17 серпня 2014 під час обстрілу з РСЗВ «Град» російськими бойовиками[70],[71],[72].
- Корнійчук Владислав Юрійович (1997—2023) — командир бойової машини у складі 24-ї окремої механізованої бригади імені короля Данила ОК «Захід» Сухопутних військ ЗСУ. Під час проходження служби на східному напрямку здобув звання «молодший сержант». Загинув у бою[73].
- Непомнящий Олександр Миколайович (1972—2022) — військовослужбовець, учасник АТО, учасник російсько-української війни. Загинув 1 березня 2022 року під час оборони м. Херсона у Бузковому парку.
- Романюк Роман Степанович (1975—2024) — молодший сержант Збройних сил України, учасник російсько-української війни. Був учасником АТО, відзначений нагородами за сумлінну і гідну службу. 11 травня 2024 року загинув в ході виконання бойового завдання на майданчику розосередження у Васильківському районі Дніпропетровської області від влучання ворожої ракети[74].
- Тихолоз Андрій Павлович (1979—2014) — капітан, бортовий авіаційний технік вертолітної ескадрильї 11-ї окремої бригади армійської авіації Сухопутних військ Збройних Сил України. 13 липня 2014 року під час виконання бойового вильоту у складі екіпажу вертольоту Мі-8 загинув від вогнепального поранення внаслідок пострілу снайпера[75]. 24 серпня 2014 року урочисто відкрили меморіальну дошку на будинку, де він проживав[76].
- Шатурський Валерій Георгійович (1974—2019) — молодший сержант Збройних сил України, учасник російсько-української війни.